# Iuliomagus (Schleitheim)

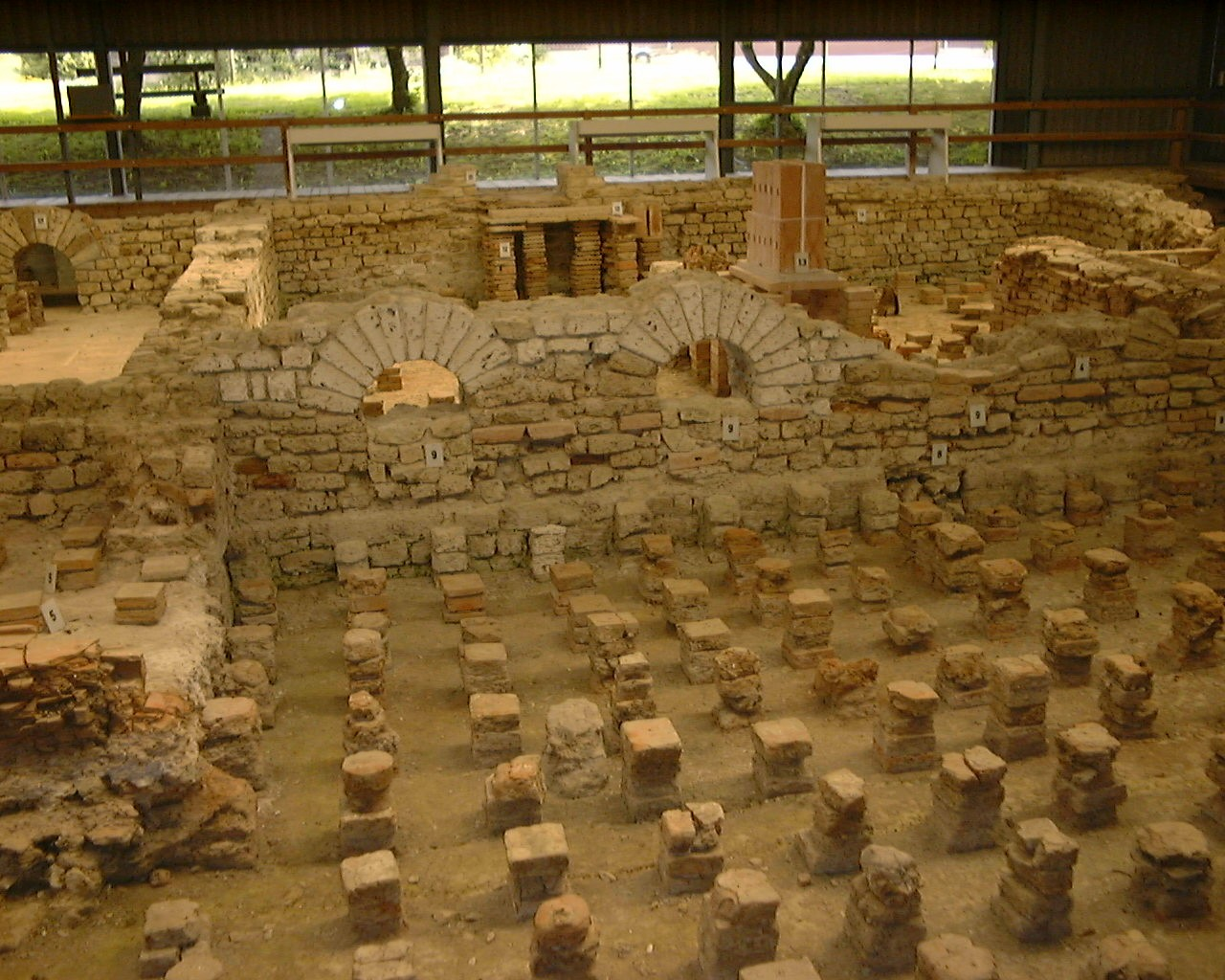
Ausgrabung der Therme mit Überresten des Hypokaustum (Fussbodenheizung)

Iuliomagus (auch Juliomagus) war eine römische Stadt in der Provinz Germania superior nahe der heutigen Ortschaft Schleitheim, durch die Wutach getrennt gegenüber Stühlingen, im Kanton Schaffhausen, Schweiz, nördlich des heutigen Hochrhein.
Im Thermenmuseum Juliomagus sind Überreste des römischen Bades (Thermen) zu sehen sowie im Untergeschoss eines Gewerbegebäudes ein Bereich der Marktstrasse. Die bisher gemachten Funde liegen im Heimatmuseum Schleitheim und im Museum zu Allerheiligen in Schaffhausen.

## Geographische Lage

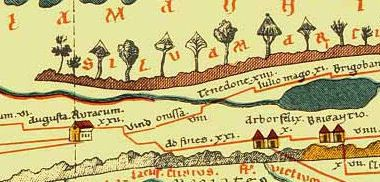
Ausschnitt ‚Bodensee-Schwarzwald‘ der römischen Karte mit dem Eintrag der Straße und ihrer Orte

Für den Namen Iuliomagus/Juliomagus gibt es ein einziges Zeugnis: die Tabula Peutingeriana. Diese auf ein spätantikes Original zurückgehende mittelalterliche Kopie einer römischen Straßenkarte umfasste die ganze damals bekannte Welt von Spanien bis nach China. Alle wichtigen Verkehrsverbindungen und Städte des Römischen Reiches sind darin eingezeichnet, und zwar unter Verwendung älterer Vorlagen, weshalb auch mehrere Orte aufgeführt sind, die zum Zeitpunkt der Erstellung der Karte im 4. Jahrhundert nicht mehr existierten. In der Karte erscheinen auch die ungefähre Lage und der Name von Iuliomagus. Aufgrund dieses Wissens wurden 1860 die ersten systematischen Grabungen vorgenommen, die schließlich zur Entdeckung der römischen Siedlung führten. Iuliomagus liegt an einer von Vindonissa (Windisch) und Tenedo (Bad Zurzach) weiter nördlich über Brigobanne (Hüfingen) nach Arae Flaviae (Rottweil) führenden Römerstraße.

## Geschichte
Nach dem heutigen Stand des Wissens umfasste die römische Kleinstadt eine Fläche von etwa sechs Hektar. Es wird vermutet, dass sie der Hauptort einer civitas war, doch fehlen hierfür bislang die Beweise.
Neben kleinen Holzbauten fand man bisher eine Therme einen römischen Tempelbezirk, einen Wohn- und Marktbereich mit Töpferei und im Umfeld drei Gutshöfe.

### Vorgeschichte

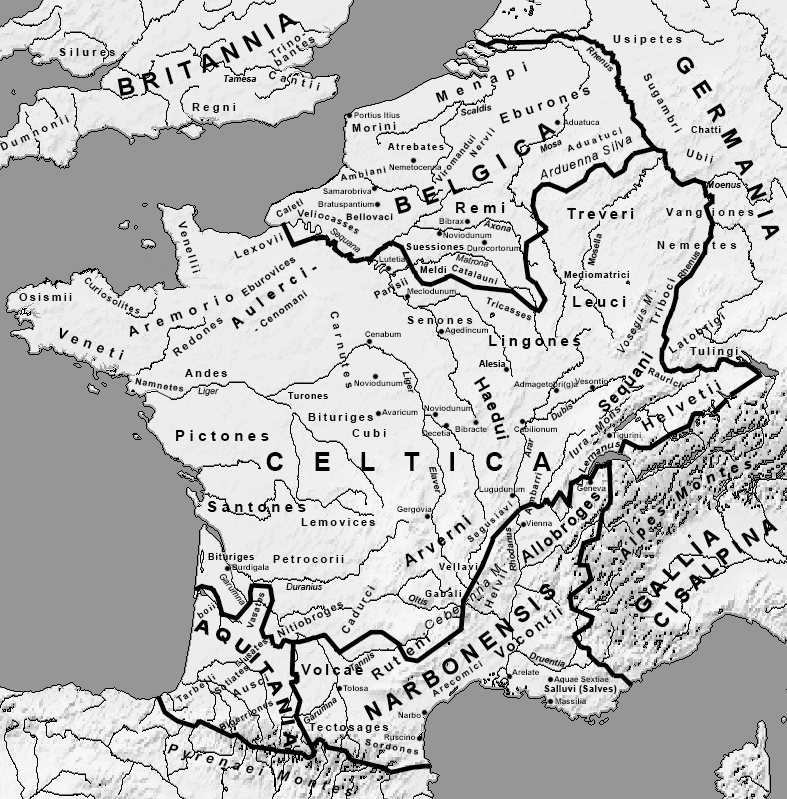
Der Norden vor Caesars Feldzug

Die Herrschaftsausweitung im römischen Imperium war jahrhundertelang auf mittelmeerische Regionen und Mächte gerichtet und erst im letzten Jahrhundert v. Chr. wurde der Norden einbezogen. Die Alpen hatten als Schutzwall gedient, doch hatten die Römer hier auch mehrmals einen Durchbruch fremder Heere erlebt und diese potenzielle Bedrohung geriet nie in Vergessenheit.
Das historische Konfliktpotenzial im Norden lag ab dem 2. Jahrhundert v. Chr. in den zunehmenden elbgermanischen Anwandererscharen, die zu Rhein, Neckar und nach Süddeutschland drängten. Beobachtet wird eine Verschärfung der Lage seit 80 v. Chr.: „In Gallien eskalieren interne Machtkämpfe und Streitigkeiten unter den keltischen Stämmen. […] Innergallische Konflikte und der zunehmende Einfluss germanischer Gruppen führen zu einer Destabilisierung der gesamten Region. Rom verfolgt diese Entwicklung mit besonderer Aufmerksamkeit und reagiert 58 v. Chr. mit einer bewaffneten Intervention.“

### Caesar erobert Gallien

Caesar fängt die Helvetier ab (dunkelroter Pfeil)

Gaius Iulius Caesar nutzte zu Beginn seines Feldzugs zur Eroberung Galliens den Auszug keltischer Stämme (Caesar nennt als Gros Helvetier, dazu Tulinger, Latobiker, Rauriker und Boier) aus den rechtsrheinischen Gebieten südlich von Main und Donau und den nördlichen Alpenvorlanden bis zum heutigen Bayern (Augsburg-Lech-Inn). Er schlug diese Volksgruppen in der Schlacht bei Bibracte vernichtend (58 v. Chr.) – vermutlich kamen 2/3 der Auswanderer ums Leben, auch wenn die absoluten Zahlen kaum zu ermitteln sind. Die Überlebenden wurden von Caesar zurückgesandt, um als Bewohner einer ‚Pufferzone‘ die Grenzen am Hochrhein zwischen Rheinknie und Bodensee und zur Donau hin gegen die Germanen zu schützen. Diese Reste der ‚zurückgesandten Völker‘ konnten kaum mehr in der Fläche siedeln, sondern werden sich in städtischen Zentren (Oppida) und um Höhenburgen konzentriert haben. Dies dürfte sich auch nach mehreren Generationen noch nicht geändert haben.
Die Entvölkerung dieser ehemals keltisch kultivierten Lande könnten den römischen Geographen und Historiker Claudius Ptolemäus veranlasst haben, noch um 130 n. Chr. diese Region als „Helvetier-Einöde“ zu bezeichnen.

### Herrschaft des Augustus
Nach Caesars Kämpfen um die Macht (49 bis 45 v. Chr.) und seiner Ermordung 44 v. Chr. ging Octavian (ab 27 v. Chr.: Augustus) aus dem Bürgerkrieg um die Nachfolge Caesars als Sieger hervor (44 bis 31 v. Chr.). In diesem Zeitraum und auch danach herrschte in dem niedergerungenen Gallien und auch an der Rheingrenze nach Germanien relative Ruhe.
Augustus vergrößerte das Imperium vor allem im Osten, gewann den Norden Spaniens, in Afrika Ägypten und Mauretanien, schuf neue Provinzen südlich auf der Donau auf dem Balkan und sicherte in Feldzügen gegen Dalmater und Salasser 25 v. Chr. die Pässe am Kleinen und Großen St. Bernhard. 17 v. Chr. schien es dem neuen Kaiser angebracht, mit großen Feiern den Beginn einer „Pax Romana“ – den augusteischen Frieden – zu proklamieren. Er hielt genau ein Jahr, „dann brachen Aufstände in längst unterworfenen Gebieten los [… und] die schmählichste Niederlage erlitten die Römer dort, wo sie es am wenigsten erwartet hatten: am Rhein. [Die Sugambrer] überquerten den Strom, um in Gallien einzufallen. Der Statthalter Marcus Lollius […] zog ihnen mit einer Legion entgegen und wurde geschlagen.“ Schande bedeutete es, dass das Feldzeichen, der ‚Legionsadler‘ in die Hände der Germanen gefallen war – Augustus nutzte den Vorfall für seine Strategie und ging persönlich von für drei Jahre nach Gallien. Nun sollte auch das Alpenvorland gesichert werden, um von dort aus nicht wieder in Gefahr zu geraten.

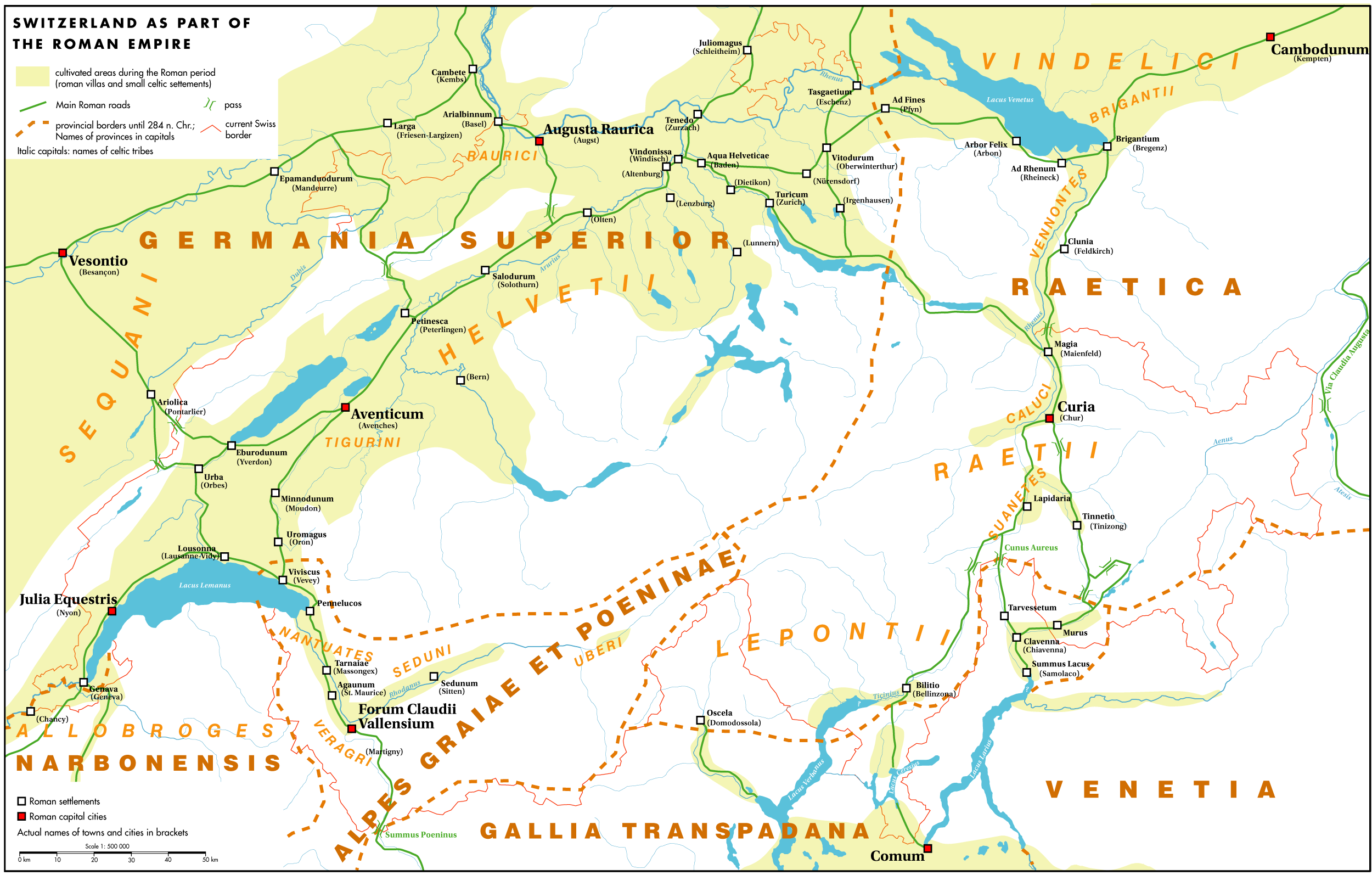
Anmarschwege der Armeen: Tiberius im Westen über Vesontio entlang des Hochrheins zum Bodensee, Drusus östlich über die Alpen

### Alpenfeldzug
Nach der Sicherung der westlichen Rheingrenze durch die Verlegung von sechs im Innern Galliens stationierten Legionen zwischen 16 und 13 v. Chr. an die Linie zwischen der Mündung des Flusses und dem heutigen Mainz (Mogontiacum) ...

„… wandte sich Augustus zwei anderen Kriegsschauplätzen zu, die nun strategisch wichtiger waren: den Alpen und dem Balkan. […] In einer großangelegten Zangenbewegung drangen [16–15 v. Chr. zwei Heere], jeweils zwei bis drei Legionen stark (mit Hilfstruppen ca. 15 000 – 20 000 Mann) in die Alpen vor […] Tiberius stieß mit seinen Truppen vom Westen her zum Bodenseegebiet [vor], während Drusus durch das Etschtal über den Reschenpaß ins Inntal marschierte.“

 Sämtliche Völkerschaften der Region wurden unterworfen, auch die keltischen Vindeliker.

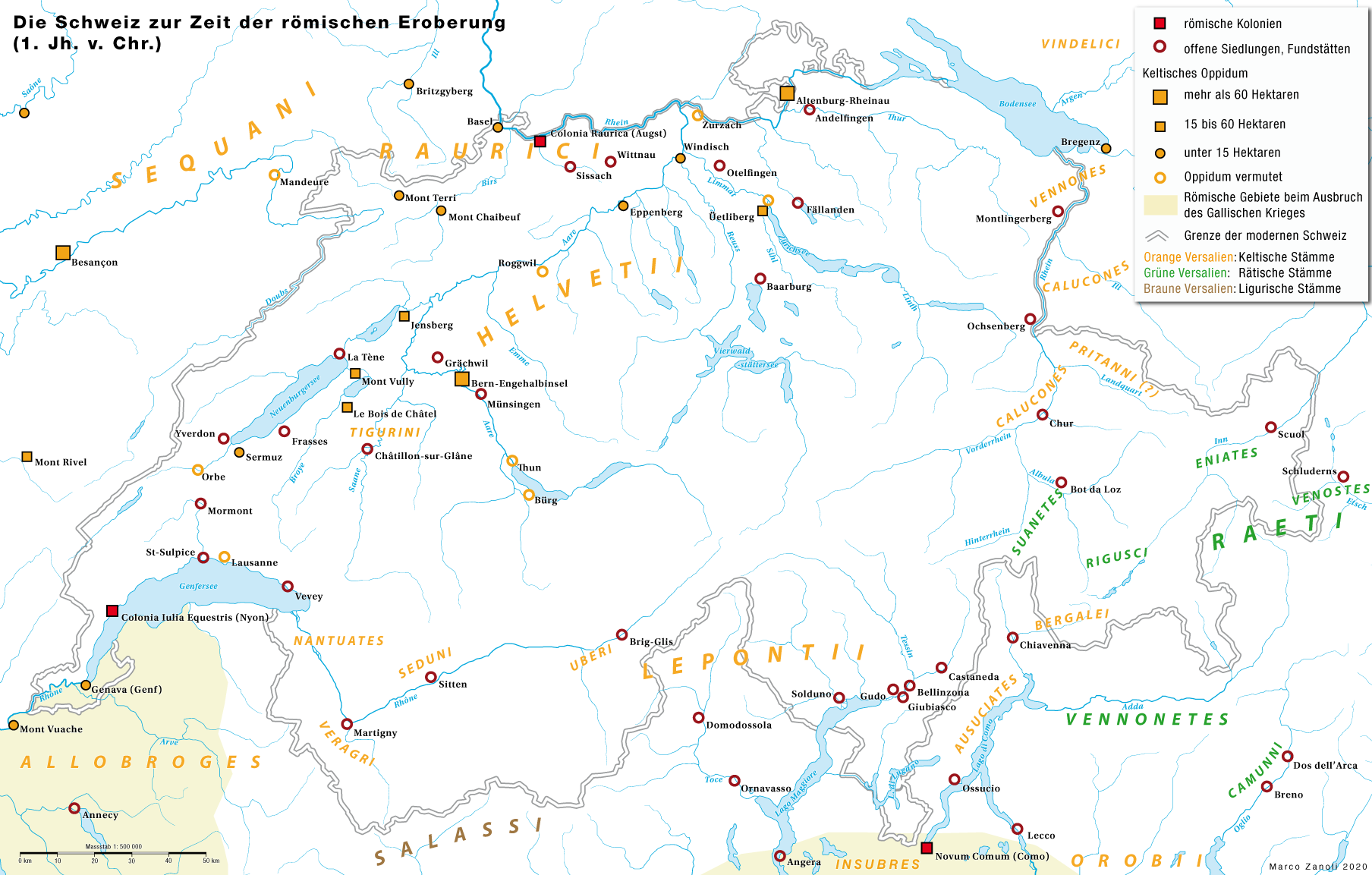
Keltische Besiedlung in den Alpen und am Hochrhein

Nach der Vereinigung der Heere und der Erkundung der Quelle der Donau wurde im westlichen Abschnitt die Hochrheinlinie als vorläufige Grenze eingerichtet. Als eine der Basen diente dort das ab 15 v. Chr. nachgewiesene Römerlager Dangstetten (bis 9 v. Chr.). In diesen Zeitraum fällt auch die Zerstörung des keltischen Oppidum in Altenburg-Rheinau. Im darauf weiter im Norden folgenden Krieg um Germanien 12–9 v. Chr. schoben die Römer die Grenze entlang des Main und bis zur Weser vor.
Nach der Niederlage im Teutoburger Wald 9 n. Chr. verstärkten die Römer ihre Truppenpräsenz und errangen wieder militärische Erfolge in Germanien, doch setzte sich allmählich die Erkenntnis durch, dass dieses letztlich unübersehbare Territorium nicht völlig besetzt werden könne, sondern jede Politik nur dem „zur Vorfeldsicherung Galliens nötigen Aufwands Rechnung“ tragen müsse und es somit zu einer „Rückbesinnung der römischen Germanienpolitik auf ihren historischen Ausgangspunkt […] – das Alpenvorland“ kam.
„Als Kaiser Tiberius im Jahre 16 n. Chr. den Rückzug aller Truppen auf das linke Rheinufer befiehlt, bedeutet dies das definitive Ende aller Versuche, die Reichsgrenze bis an die Elbe vorzuschieben.“

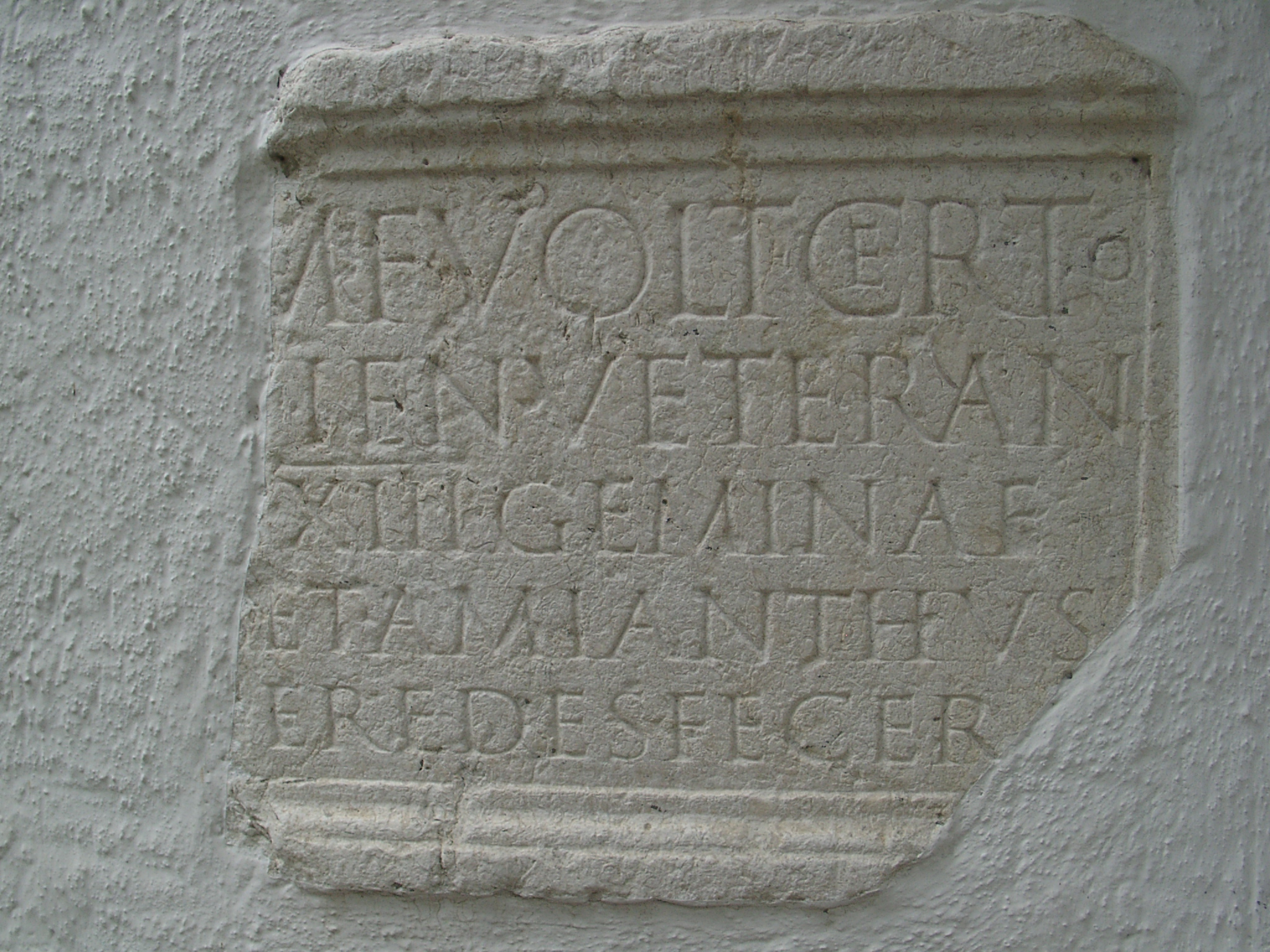
Grabstein des Veteranen Certus von der XIII. Legion (Tenedo-Zurzach)

Um diese Zeit wurde durch die Legio XIII Gemina (13. Legion) ein zuerst aus Holzbauten errichteter Stützpunkt in Vindonissa erstellt. Es gilt heute als wahrscheinlich, dass die XIII. Legion bereits die Straße, die (später) durch Juliomagus führte, gebaut hat.

## Zur Gründung von Juliomagus
„Von dem augusteischen Legionslager Dangstetten aus stieß das Militär nach Norden möglicherweise schon bis in das Gebiet zwischen Hochrhein und oberem Donautal vor.“ (Wieland, 1994).
Die Annahme, dass vom Lager Dangstetten aus eine Erschließung der unmittelbar anschließenden, fruchtbaren Klettgau-Ebene bis hin zur Wutach vorgenommen wurde, findet sich auch in der Lokalhistorie. Denn erstaunlich wäre es, wenn gerade hier (bei Dangstetten), wo sich das größte Legionslager nach dem Alpenfeldzuges befand, das mindestens sechs Jahre – bis 9. v. Chr. –, Bestand hatte, kein Zugriff auf das Umfeld erfolgt wäre. Es ist kaum anzunehmen, dass die Truppen in dieser Zeit untätig waren.
Claus-Michael Hüssen geht davon aus, dass das „Lager bei Hüfingen“ (Brigobanne) bereits vor 45 n. Chr. durch eine von Dangstetten aus gebaute Strasse (über eine mögliche Station am Wutachübergang beim späteren Iuliomagus) erstellt wurde, denn: „Die Kastellinie an der Donau beginnt mit dem Lager bei Hüfingen an der Breg (Revellio, 1937), das den südlichen Schwarzwald und wahrscheinlich eine Verbindung zum Rheintal überwachen sollte. Die Gründung des Kastells ging vom Standort der legio XIII Gemina (13. Legion) in Windisch-Vindonissa aus.“ Zwischen Hüfingen/Brigobanne und dem Rheintal lag Juliomagus.

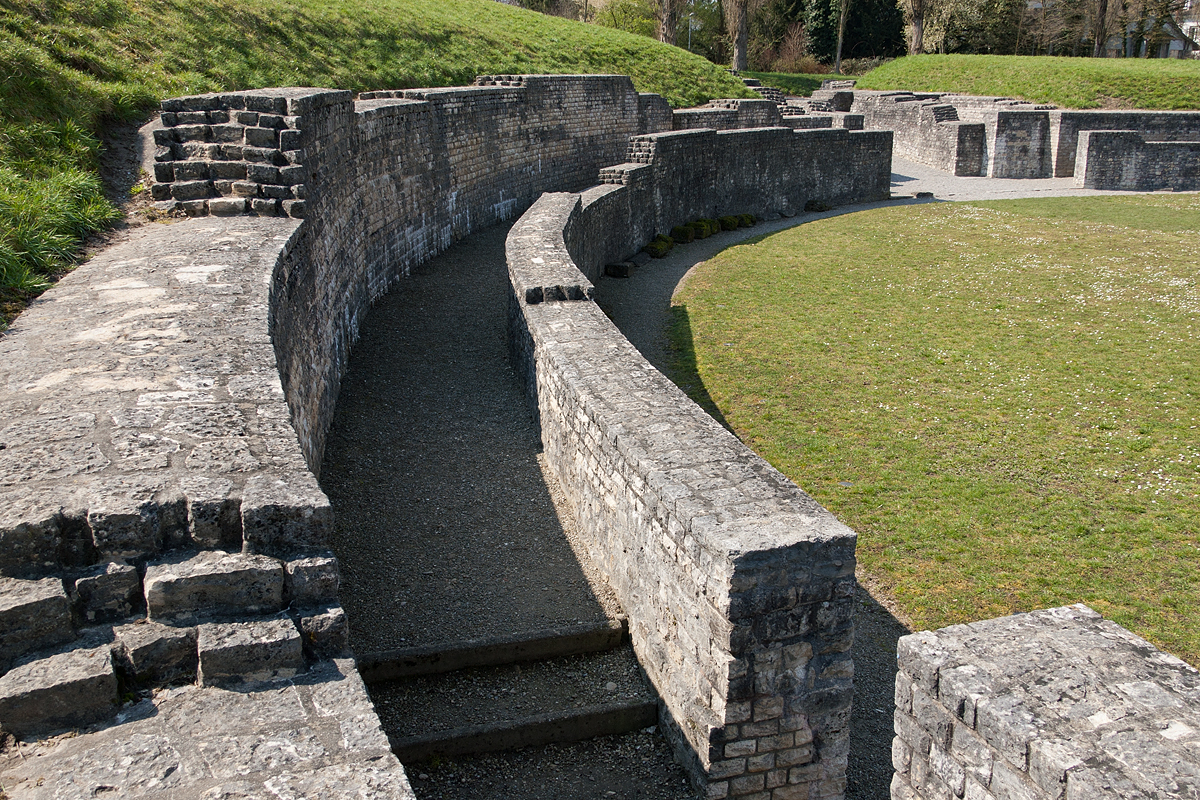
Amphitheater von Vindonissa

Die XIII. Legion war bis 44/45 n. Chr. in Vindonissa stationiert und es gilt als sicher, dass der ab 41 n. Chr. herrschende Kaiser Claudius schon bald nach seinem Regierungsantritt mit großer Energie den Straßenbau vorantrieb. So kam es unter Claudius in der Nachbarregion Raetien zu einem Ausbau von Straßen – der Via Claudia Augusta von Oberitalien nach Augusta Vindelicum (Augsburg) zur Donau und der Donausüdstraße wahrscheinlich bis Hüfingen sowie zur Einrichtung zahlreicher Militärlager.
Der Straßenbau von Vindonissa nach Tenedo (Bad Zurzach) über die Stelle von Iuliomagus nach Brigobanne (Hüfingen) und Arae Flaviae (Rottweil) wurde demnach schon im 5. Jahrzehnt des 1. Jahrhunderts n. Chr. durchgeführt. Nach den Autoren Revellio und Hüssen durch die 13. Legion.
Dies bedeutet, dass die Straße spätestens 45 n. Chr. existierte – dass damit jedoch schon die Anfänge von Juliomagus gesetzt waren, ist dadurch noch nicht bewiesen.
Die Gründung nach älterer Überlieferung

„Als einst Kaiser Oktavianus Augustus beschlossen hatte, die wilden Rhaetier in Tyrol und die Vindelicier im Hegau und am Bodensee zu unterjochen, kam sein Stiefsohn Tiberius mit einem Heere von Windisch her, baute am Rhein den Ort Forum Tiberii, lieferte den Vindeliciern von der Insel Reichenau aus ein entscheidendes Seetreffen und marschierte dann den vindelicischen Grenzen nach bis an den nordwestlichen Punkt, wo er die Quellen der Donau mit eigenen Augen schaute. Aber er wollte diese nördlichste Gegend des Reiches nicht verlassen, ohne ein Denkmal auf das julische Kaiserhaus an seinen Marken zu hinterlassen: er gründete Juliomagus bei Schleitheim im Jahre 15 nach Christo. Dieser Flecken blieb lange eine Stätte südlicher Bildung mitten im Barbarenlande; zu Trajans Zeiten sah man in diesen Gegenden Denkmäler und eine Art von Grabhügeln mit griechischen Inschriften.“

### Angaben der Archäologen
Der Archäologe Jürgen Trumm, der 2002 eine systematische und umfassende Arbeit über die römerzeitliche Besiedlung am östlichen Hochrhein vorgelegt hat –, will aufgrund des Fundhorizonts „für das Umland von Schleitheim-Juliomagus keinen Siedlungsbeginn annehmen wollen, der deutlich vor dem Beginn von Rottweil [Arae Flaviae, um 70 n. Chr.] liegt.“ Das Datum 70 n. Chr. bezieht sich auf die nachgewiesene Strassenverbindung über Juliomagus nach Hüfingen und Arae Flaviae im Zusammenhang mit dem römischen Schwarzwaldfeldzug. Auch nach den Schaffhauser Archäologen Homberger/Höneisen „scheint der Ort um 70 n. Chr. entstanden zu sein.“
In einer späteren Veröffentlichung zeigt jedoch auch Jürgen Trumm Zustimmung zur ‚Historiker-Variante‘: „Ausgehend von frühzeitlichen Truppenlagern in Zurzach und Hüfingen könnte die zivile Aufsiedlung des Klettgaus bereits in spättiberisch-frühclaudischer Zeit erfolgt sein, wie dies für das westlich anschließende Oberrheingebiet immer wahrscheinlicher wird.“
Da es für den Zeitraum zwischen dem Alpenfeldzug des Augustus nach 15 v. Chr. und dem Feldzug des Gnaeus Pinarius Cornelius Clemens 74/75 n. Chr., auch als „Schwarzwaldfeldzug“ bezeichnet, keine Überlieferungen zu Geschehnissen in der Hochrheinregion gibt, ist die mögliche Gründungszeit zwar gleichsam bis 45 v. Chr. ‚vorverlegt‘, doch können Entscheidungen nur über (weitere) Funddatierungen erfolgen.
Auch in der Forschung zum römischen Ursprung von Rottweil wird davon ausgegangen, dass die im Rahmen des Schwarzwaldfeldzuges erbaute Straßenverbindung von Hüfingen aus erfolgte, diese somit vom Hochrhein aus bereits bestand: „Zum zentralen Platz dieses Feldzuges scheint das Gebiet von Rottweil gewählt worden zu sein. Zu diesem Zweck wurde eine Straße von Hüfingen (röm. BRIGOBANNE) im Süden und von Straßburg (röm. ARGENTORATE) im Westen durch das Kinzigtal nach Rottweil gelegt. Am Schnittpunkt […] dieser Straßen entstanden in Rottweil die ersten römischen Kastelle.“

### Schwarzwaldfeldzug
Während nach der Einstellung der Germanien-Expansion durch Tiberius 16 n. Chr. die römischen Interessen und Feldzüge sich wieder auf den Osten des Imperiums konzentrierten, kam es in Rom zunehmend zu politischen Auseinandersetzungen, die nach dem Tod des Kaisers Nero 68/69 n. Chr. in Thronkämpfe übergegangen waren, aus denen Vespasian als neuer Kaiser hervorging. Die römischen Heerführer hatten während dieser Kämpfe „feststellen müssen, daß schnelle Truppenbewegungen von der Donau zur Rheinfront noch nicht möglich waren. Die verlegten Heeresabteilungen hatten stets den Umweg um das Rheinknie bei Basel zu machen oder konnten bestenfalls eine Abkürzung auf der Straße von Vindonissa über Hüfingen nach Riegel und Sasbach an den Rhein nehmen. (G. Fingerlin in: RiBW 1986, 462 f.). […] In den Jahren 74/75 n. Chr. besetzten römische Truppen unter Führung des Legaten Gnaeus Pinarius Cornelius Clemens das Gebiet zwischen Wetterau und Schwarzwald.“

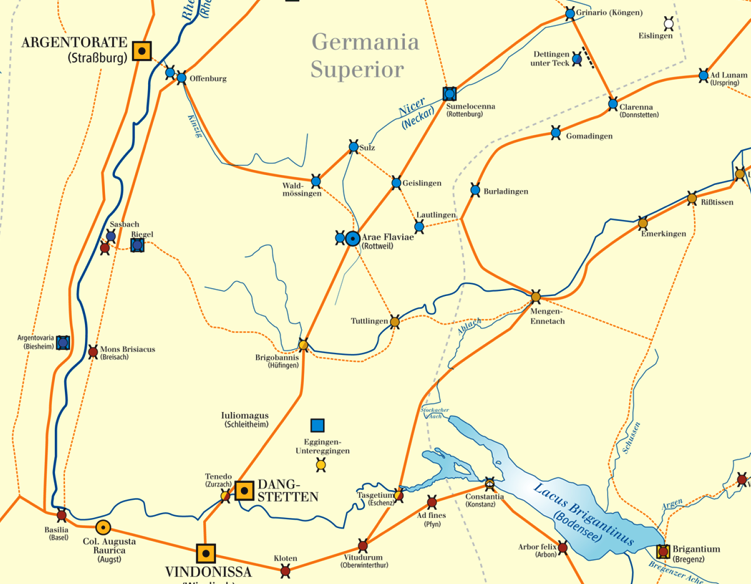
Die drei Nord-Süd-Verbindungen vom Rhein und die Ost-West-Trasse

In diesem als „Schwarzwaldfeldzug“ genannten Unternehmen wurde von Straßburg (Argentoratum) aus über Offenburg und das Kinzigtal eine Straße über Sulz zum dabei gegründeten Rottweil (Arae Flaviae) gebaut und von Hüfingen der Anschluss an die Donausüdstraße nach Raetien hergestellt. Die letztere Verbindung wird dabei weiter bestätigt: „Truppenbewegungen können auch von dem nordschweizerischen Truppenlager Vindonissa aus zum oberen Neckar vorgenommen worden sein. Hier bestanden alte Straßenverbindungen, die einen entsprechenden Vormarsch von Süden her möglich machten (Planck 1975, 210).“ Mit den „alten Straßenverbindungen“ ist die Straße durch den Klettgau gemeint.
Auch Dietz führt dies aus: „An ihrer [der Donausüdstrasse] Schnittstelle mit der von Süden kommenden Trasse [die durch den Klettgau führende Straße] gründete man Rottweil-Arae Flaviae.“ (Dietz, 4)
Zu Schwarzwald und „Dekumatland“ gibt es jedoch auch die Auffassung des Althistorikers Heinz Bellen, der einen späteren Zeitpunkt der Eroberung (84/85 n. Chr.) ansetzt: „Domitian setzte die Initiativen seines Vaters [Vespasian] fort und schuf für das römische Germanien räumlich und administrativ stabile Verhältnisse. [… Dabei] (wurde) auch die Verbindung zu den Eroberungen des Pinarius Clemens hergestellt, d.h., das Gebiet südlich von Main und Neckar, das sog. Dekumatland (Tac. Germ. 29,3) gewonnen.“

### Besiedlung der Raumschaft Klettgau/Wutach
Da für die Jahre von 17 bis 75 n. Chr. nördlich des Hochrheins zwischen Tenedo (Bad Zurzach) und Brigobanne (Hüfingen) kein „Fundhorizont“ existiert, der über die zwischenzeitliche Entwicklung im Klettgau und auch zu Juliomagus sichere Aussagen erlaubt, lassen sich zivile Aktivitäten – etwa der Bau von Gutshöfen – in diesem Zeitraum nicht nachweisen.
Durch die permanenten Unsicherheiten und Truppenverschiebungen wäre es auch nachvollziehbar, wenn eine Aufsiedlung des Landes zwischen Hochrhein und Donau nach dem Alpenfeldzug nicht mit Nachdruck durchgeführt wurde oder erst einige Jahrzehnte später in der Folge des „Schwarzwaldfeldzuges“ 74/75 n. Chr. in Gang gekommen wäre.

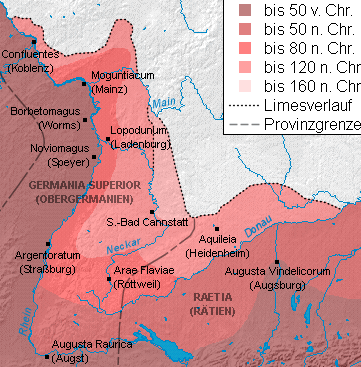
Eroberungs- und Besiedlungsphasen

Nach dem Schwarzwaldfeldzug und seinen Erschließungsfolgen: dem engmaschigeren Strassenbau mit dem Hauptort Arae Flaviae (Rottweil) im Norden und der noch weiter bis zur Donau vorgeschobenen Reichsgrenze konnte die römische Aufsiedlung auch der nördlichen Hochrheinregion beginnen, die sich dann fast 200 Jahre von kriegerischen Ereignissen ungestört entwickelte. Die Besiedlung erfasste in der Folge die Regionen bis zum Main, zum Obergermanisch-Raetischen Limes.
Von 70 bis 101 n. Chr. wurde mit Hauptquartier in Vindonissa die XI. Legion (Claudia Pia Fidelis) stationiert. Vespasian hatte dort die 21. Legion (mit dem Beinamen „die räuberische“), die beim Helvetieraufstand während des Bürgerkriegs brutal gegen die Bevölkerung vorgegangen war (Zerstörung von Aventicum), ablösen lassen. Die XI. Legion war auch am Schwarzwaldfeldzug (der größtenteils ein Straßenbau-Unternehmen war) und an der Gründung von Arae Flaviae beteiligt. Ziegelstempel der XI. Legion wurden auch in Hausbauten in Juliomagus gefunden, so dass dort nun der Aufbau nachweisbar begonnen hatte.
Arae Flaviae ist als Verwaltungszentrum (Civitas) nachgewiesen und auch zu Juliomagus als regionales Zentrum gibt es Überlegungen:

### Verwaltungszentrum Juliomagus (?)
„Die Lage der Südgrenze [des Municipium Arae Flaviae] ist abhängig von der Frage, ob am Hochrhein noch eine Civitas mit Zentrum in Schleitheim existierte. In diesem Fall ist die Grenze zwischen Donau und Breg zu suchen. Falls es eine solche Civitas nicht gab, könnte die Grenze vielleicht im Bereich des aus […] der Inschrift von Wutöschingen vermuteten Monuments gelegen haben. Dieses war als solches zwar sicher älter als das Municipium, doch dürfte seine Position nicht grundlos gewählt worden sein. Bei Existenz einer Civitas um Schleitheim könnte hier die Grenze zwischen dieser und einer vermuteten Civitas um Windisch [Vindonissa] verlaufen sein.“

## Weiterer Zeitverlauf
Jürgen Trumm, der die Grabungen um Schleitheim in Literatur und über die Fundregister auswertete, kommt zu wenigen Schlüssen, die Geschichte und Bedeutung von Juliomagus betreffen. Er nimmt ebenfalls an, dass sein 14.000 km² großes „Arbeitsgebiet“ mit der Kernregion Klettgau, im Süden der Provinz Germania superior, in römischer Zeit vermutlich zu einer civitas rund um Juliomagus gehörte. (S. 228) Dieses Gebiet war trotz der relativ geringen Forschungsintensität – Trumm verzeichnete bis 2002 immerhin „51 Fundstellen, die sich als Gutshöfe (villae rusticae) ansprechen (lassen)“ – doch erkennbar dicht ‚vernetzt‘: „Die Villen hatten einen durchschnittlichen Abstand von 1,5 km zueinander.“
Noch weiß man über die weiteren 150 bis 200 Jahre Entwicklungszeit von Juliomagus so gut wie nichts. Drastisch wird dabei klar, „daß der Forschungsstand oftmals in keiner Weise die antiken Verhältnisse widerspiegelt.“ (Trumm, S. 299).
Der Historiker Klaus Grote stellt fest: „Belege fehlen für das gesamte 2. Jahrhundert (n. Chr.)“ und weist darauf hin, dass dies auf einen Zeitraum ohne militärische Konflikte hinweisen könnte.
„Aufstände im germ.-gall. Raum, Zentrum Germania superior“ registrierte gegen Ende des Zeitraums Heinz Bellen: „Einen Anhaltspunkt für [.. deren] Beendigung liefert die Wachstafel von Rottweil (Arae Flaviae) mit dem Datum des 12. August 186 (Année épigr. 1959, 141).“

### Alamannen
In der Geschichtsschreibung gerät die Hochrheinregion erstmals wieder Anfang des 3. Jahrhunderts in Berührung:

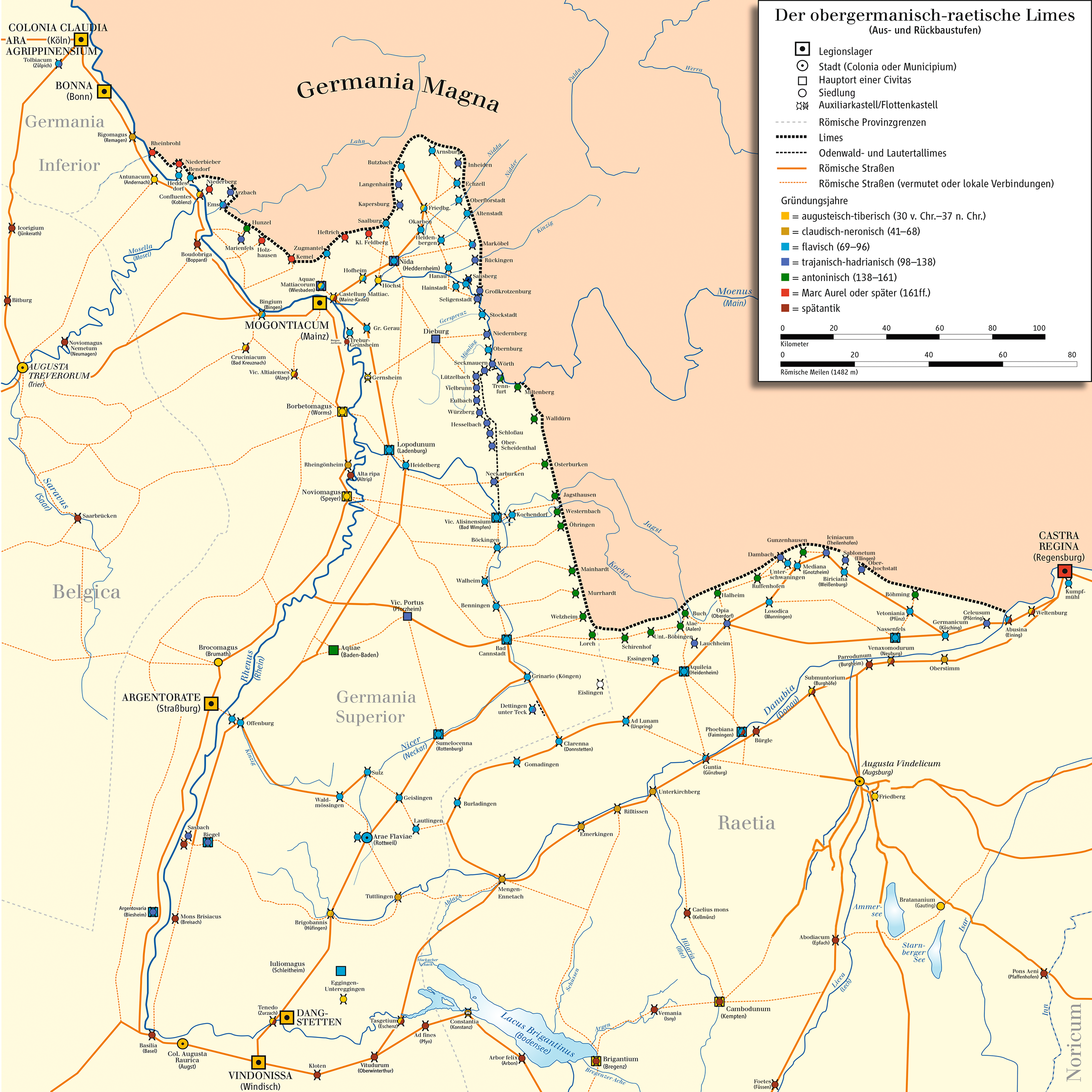
Der Limes und das Gebiet der alamannischen Invasionen

213 n. Chr. traf Kaiser Caracalla „nach heftigen Kämpfen in der Nähe des Limes am unteren Main zum ersten Mal mit dem bis dahin unbekannten germanischen Verband zusammen und konnte ihn […] noch einmal vom Reichsgebiet fernhalten.“ 233 brachen die Alamannen wieder durch die Grenzbefestigungen und sie „stießen anschließend über Rhein und Donau bis tief in das Reichsgebiet vor.“ Dies betraf auch unmittelbar das Hochrheingebiet.
Erst dem „Soldatenkaiser“ Maximinus Thrax (235/38) …

„… gelang es dann, die Lage im Limesgebiet wieder herzustellen. Aber schon nach wenigen Jahren folgten neue Angriffe der Alamannen, und sie werden nicht mehr abgerissen haben, bis 259/260 unter Gallienus die Limesverteidigung endgültig zusammenbrach.“

Die Invasoren, die bis vor Rom rückten, erlitten auf dem Rückweg eine schwere Niederlage bei Mailand, doch „zum ersten Mal ging damit römisches Gebiet auf Dauer gegen einen germanischen Stamm verloren“ – auch in der Region nördlich des Hochrhein. Lediglich im Bereich von Augsburg (Augusta Vindelicum) gelang den Römern wieder ein Sieg. Nachdem Alamannen und Franken gemeinsam 276 n. Chr. „in breiter Front“ in den Westen, nach Gallien eingebrochen waren, zog der Kaiser Probus [278 n. Chr.] mit großer Truppenmacht bis tief ins Innere Alamanniens vor. Als Realist errichtete er jedoch eine Verteidigungslinie „vom Ostufer des Bodensee längs der Iller zur Donau“ und später eine „Widerstandslinie am Hochrhein […] wobei das Gebiet nördlich davon wohl noch längere Zeit umstritten blieb. Damit war die Ausgangslage in der spätrömischen Zeit gegeben.“
Stroheker formulierte damit vorsichtig einen Sachverhalt, der unter Historikern und Archäologen auch für die Region um Juliomagus erörtert wird.

### Spätrömische Phase
Dennoch war die „kürzere Verbindung vom Oberrhein zu den Donauländern, die nun an die Alamannen verloren ging und (die) zugleich das Vorfeld des Kernlandes Italien“ gesichert hatte, nicht mehr zurückzugewinnen. Zwar zog 288 n. Chr. Diokletian „von Rätien aus bis zu den Donauquellen vor und hat vermutlich dieses Gebiet noch einmal der römischen Herrschaft unterworfen“, aber nicht viel später musste (Diokletians Mitregent Caesar Constantius) „den Alamannen bei Vindonissa (Windisch) am Hochrhein wieder eine Schlacht liefern.“ – „Bis 328 (kam es unter Konstantin d. Gr.) zu manchen neuen Kämpfen, die zu einer weiteren Festigung der Rheinlinie führten.“

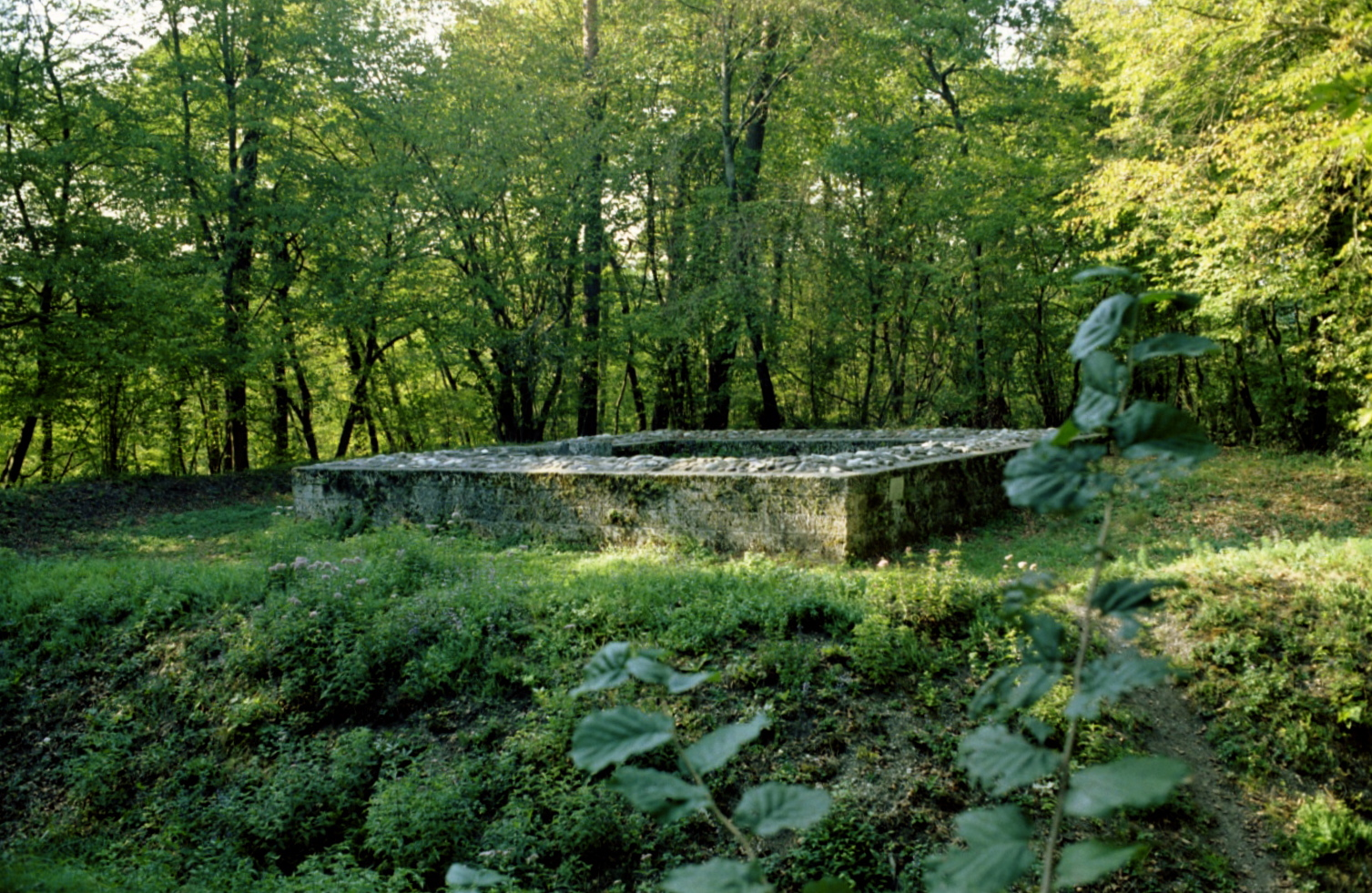
Fundament eines römischen Wachturms am Hochrhein, Schweizer Ufer zwischen Rheinau und Eglisau, Kanton Zürich

Unter Kaiser Valentinian I. kam es zu weiteren römischen Versuchen, von Gallien und auch von Rätien aus (wo Valentinians Heermeister Theodosius die Operationen leitete) die Alamannen unter Druck zu halten. Valentinian verfolgte grundsätzlich eine defensive Strategie, die „seit 369 auch das Hinterland tief miteinbezog. Besonders dicht wurde die Linie am Hochrhein mit Wachtürmen (burgi) ausgebaut […] Dieses Verteidigungssystem erwies sich für längere Zeit als wirksam.“ 378 betrat mit Gratian nach einem alamannischen Einfall bei Breisach „das letzte Mal ein römischer Kaiser rechtsrheinisches Gebiet.“
Das Dekumatland – der Schwarzwald und das nördliche Hochrheingebiet bis zum Bodensee – waren nach der Neubefestigung der Hochrheinlinie Ende des 3. Jahrhunderts von den großen Wanderungsbewegungen und ihren Schlachten infolge der schwer zu überwindenden Flusslinie verschont geblieben, die Besiedlung wird hier durch den allmählichen Abzug der römischen Bürger und ein langsames Einsickern alamannischer Gruppen erfolgt sein. So kann hier bevorzugt geschehen sein, was auch allgemein beschrieben wird: „Zwar endete im 5. Jahrhundert n. Chr. das Wirtschaftssystem der villa rustica, jedoch läßt sich nicht überall ein entscheidender Bruch in der Bewirtschaftung des kultivierten Landes nachweisen. Die romanische Bevölkerung wurde nicht verjagt oder gar ausgerottet. Man kann nur beobachten, daß die zeitlich und regional unterschiedliche Zuwanderung von Germanen verschiedener Herkunft im Lauf des frühen Mittelalters zu einer allmählichen Assimilation der Romanen in eine mengenmäßig überlegene germanische Bevölkerung führte.“
Es ist möglich, dass für einige Jahrzehnte nach dem Abzug der Römer – vielleicht gar einhundert Jahre –, eine relativ ‚herrschaftsfreie‘ alamannische Siedler-Zeit bestand, bevor sich wieder in großem Umfang territoriale Mächte herausbildeten. Die nächste waren die Franken unter den Merowinger-Königen.
Damit – so sind sich die Historiker einig – „löst in der Geschichtsschreibung das frühe Mittelalter die Spätantike ab.“ (Fischer, 210).
Mittelalter

In der älteren Literatur findet sich eine Übertragung aus dem Mittelalter, angesetzt auf die Zeit nach den Ungarneinfällen im 10. Jahrhundert, als nach der Zerstörung der Klettgau-Ortschaften im Randental liegende Dörfer wieder aufgebaut worden waren und dabei nahe Schleitheim alte Mauerzüge aufgedeckt wurden:

„Bei Anlegung der neuen Gebäude stieß man vielfach auf Überreste früherer Bauten, die sich wohl eine Stunde weit das Tal hinauf erstreckt haben mußten. Gut erhaltene Feuerstellen, schön eingelegte, farbige Fußböden, ja selbst Platten von Marmor wurden aufgedeckt und der Hofmeier erklärte, daß hier die Überreste einer uralten, vielleicht schon römischen Niederlassung vorlägen. Zum Teil wurde das aufgefundene Material, wie Türgerichte, Treppenstufen, Ziegel mit Inschriften, behauene Sandsteinplatten, steinerne Brunnenbecken, wieder verwendet. An anderen Orten, wo die Mauern über dem Erdboden heraufragten, die Lage aber nicht für eine neue Ansiedlung geeignet erschien, blieben dieselben stehen und man überließ es der Zeit, das Werk der Zerstörung allmählich, aber sicher fortzusetzen.“

## Ausgrabungen
Die Fundplätze – mit Ausnahme von etwas weiter verteilten Gutshöfen – erstrecken sich entlang des Zwerenbaches und umfassen öffentliche Anlagen wie die Thermen und einen Tempelbezirk sowie einen Wohn-, Werkbau- und Marktbereich entlang der damaligen Fernstraße.

„Mit systematischen Grabungen im Talgrund des Zwerenbaches, im Vorholz und am Lendenberg [Gutshöfe] ist um 1860 begonnen worden. Waren es zuerst der Historische Verein des Kantons Schaffhausen und später der Verein für Heimatkunde in Schleitheim, […] (so) übernahm es in neuerer Zeit das Amt für Vorgeschichte des Kantons Schaffhausen (heute: Kantonsarchäologie Schaffhausen), die Befunde aufzunehmen.“

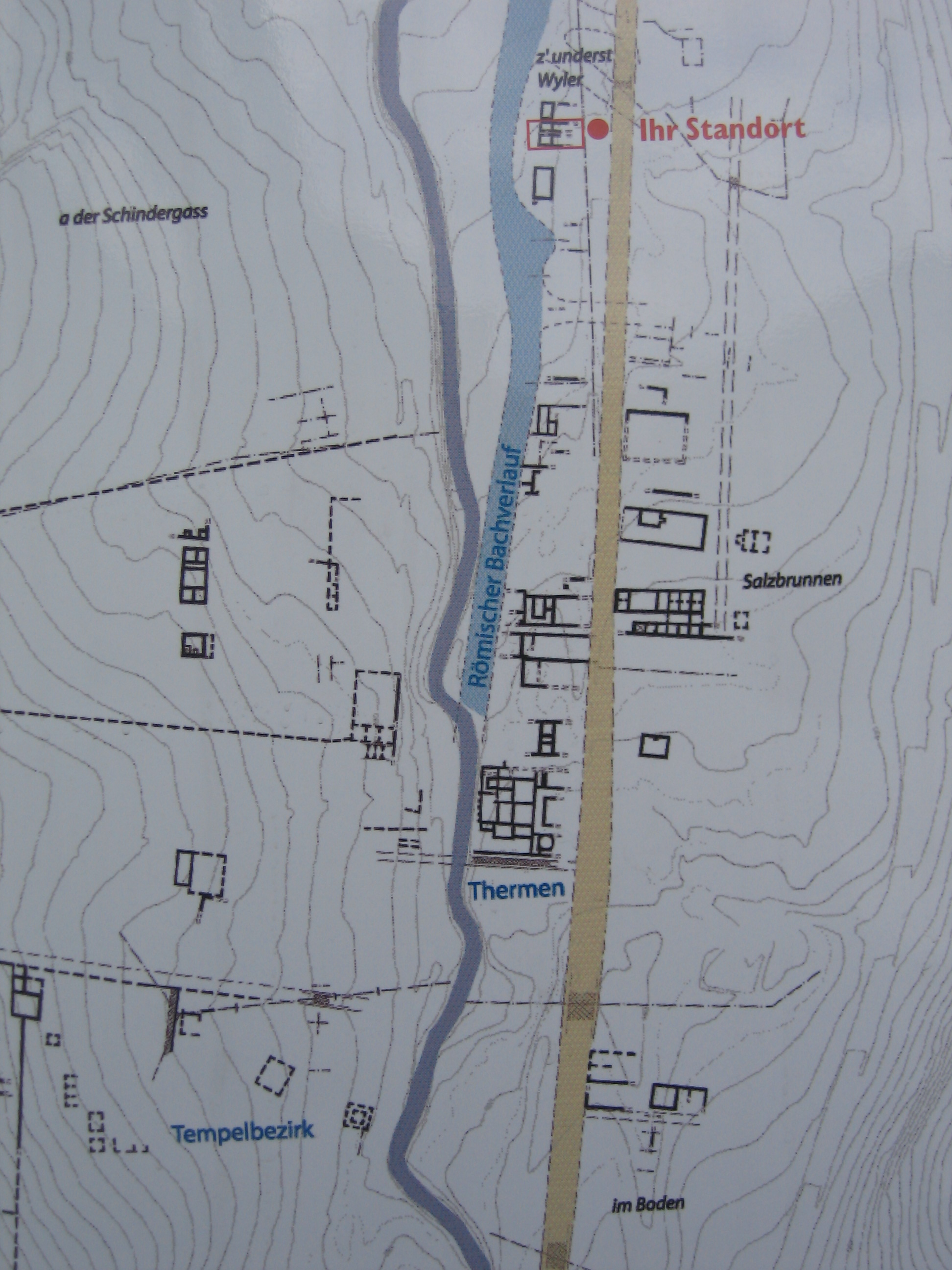
Ausgrabungsbereich am Zwerenbach

Innerhalb der Jahre 1871 bis 1922 sind zahlreiche weitere Fundplätze verzeichnet, ohne dass damals mit Bestimmtheit die Funktion von Gebäuderesten oder Anlagen festgestellt werden konnte. Heute erkennt man hier unter anderem einen großen Haupttempel und einen kleineren gallorömischen Umgangstempel sowie möglicherweise eine Villa.

### Fundort Thermen
„Im Winter 1974/75 konnte ein bedeutender Teil der Thermenanlagen […] ausgegraben werden. Die zur Förderung der Erforschung von römisch Schleitheim gegründete Gesellschaft und Stiftung PRO IVLIOMAGO übernahm es 1976, einen Teil der freigelegten Baureste zu überdachen, zu konservieren und in Form eines Thermenmuseums der Öffentlichkeit zugänglich zu machen.“
Der Gebäudekomplex umfasst alle Räume, die zu einer römischen Badeanlage gehören, – der Warmbereich war mit einer Bodenheizung unterlegt – und macht „den Eindruck einer aufwendigen und großzügigen Bauweise. […] Den höchsten Ausbaustand erreichten die Bäder von Iuliomagus […] um das beginnende 2. Jahrhundert n. Chr.“ (Bürgi).
Das untersuchte Areal der Thermen umfasst 1550 m² und wurde in der Zeitspanne von ‚vorsichtig datiert‘ (Bürgi) 60 n. Chr., mit einem Ausbau nach 74 n. Chr. bis zu letzten Reparaturen kurz nach 235 n. Chr. immer wieder umgebaut oder erweitert. Die Informationstafel vor Ort legt einen Baubeginn um 50 n. Chr. nahe.
„Aus der Masse des aus den Grabungen in den Jahren 1974/75 stammenden Fundmaterials …“ erlaubt die fabrikmäßig hergestellte Keramik „eine zuverlässige Bestimmung, Datierung und häufig sogar die Zuweisung zu bestimmten Fabriken und Töpfern.“ Neben Kleinfunden aus Metall, Bein und Glas (zum Beispiel Fragmente aus verglasten Fensteröffnungen und von Parfümfläschchen) wurden Reste einer großen Wanne aus Blei mit 120 cm im Durchmesser und einem Fassungsvermögen von etwa 1000 Litern gefunden.
Die Größe der Anlage lässt vermuten, dass die Thermen in erster Linie für (durchmarschierende) Truppen eingerichtet wurden – „für ein immer wieder bei Schleitheim vermutetes Militärlager können aus dem Siedlungsareal und der näheren Umgebung keine Belege angeführt werden.“

### Fundort Fernstraße

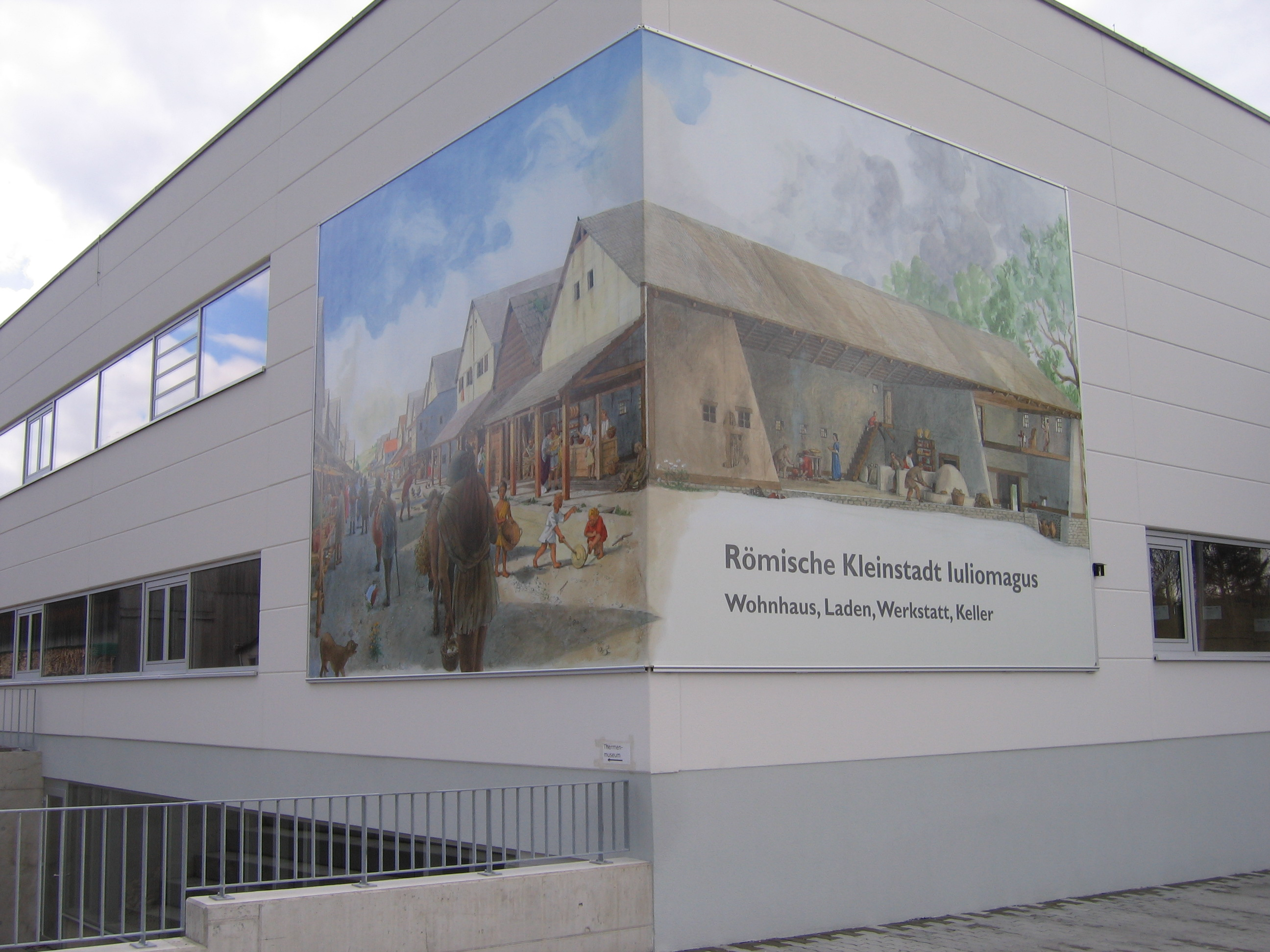
Ausstellung im Untergeschoss, Zeichnung: Ruth Baur

Der weitere Fundbereich befindet sich im nordwestlichen Bereich des Zwerenbaches, ein Gebiet, das in den letzten Jahrzehnten zunehmend mit einem Gewerbeareal überbaut wurde. Dies war auch die Ursache für die im Jahr 2000 aufgefundenen Grundmauern von Gebäuden der römischen Marktstrasse (Flur: „Z’underst Wyler“). Bereits im Jahr 1995 war man bei einer Sondierung in diesem Abschnitt auf zwei Gebäudefundamente gestossen, die aber noch nicht im Zusammenhang mit einem Marktbereich erkannt wurden. In diesem Bereich wird nun auch ein Marktplatz vermutet. Festgestellt wurden ursprüngliche Holzbauten, die später durch Steingebäude ersetzt oder überbaut wurden.
Zunächst hatten die Römer zur Anlage des Markt- und Ökonomiebereiches den damals weiter östlich fliessenden Zwerenbach abgelenkt und danach die 7–13 m breiten und ursprünglich rund 20 m langen hölzernen Pfosten- und Ständerbauten errichtet. Nach einem Brand im frühen 2. Jh. wurden diese teilweise in Stein umgebaut und mit Kellern ausgestattet.
Unter einer Gewerbehalle, an der zwei Rekonstruktionsgemälde aufgebracht sind, wurden im Jahr 2009 Gebäudereste restauriert, die von aussen besichtigt werden können.

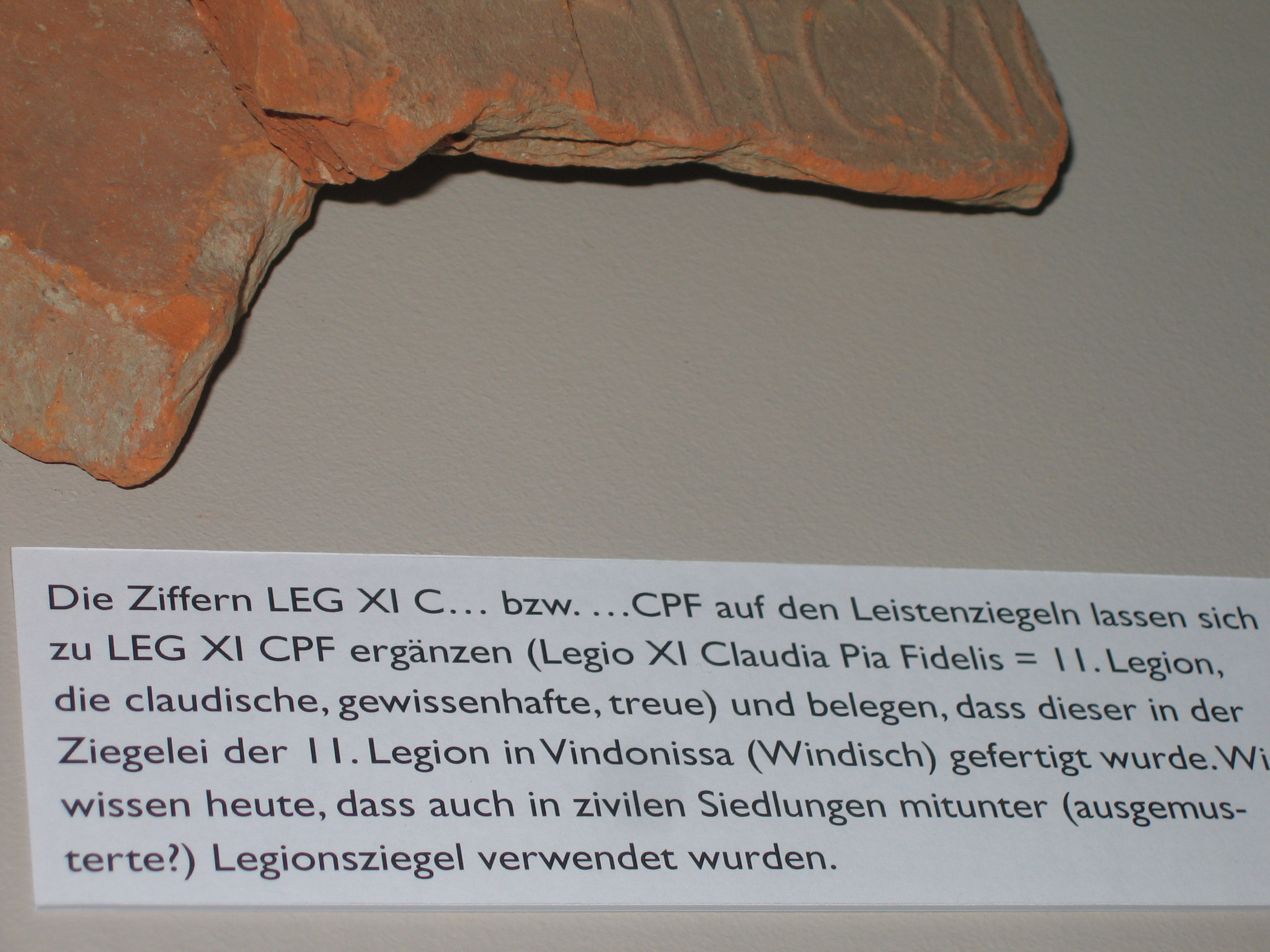
Ziegelstempel der 11. Legion

Ein besonderes Fundstück ist ein Tonziegel, mit dem Stempel „LEG XI C …“, der sich zu „LEG XI CPF“ ergänzen lässt (Legion XI Claudia Pia Fidelis = 11. Legion, die claudische, gewissenhafte, treue).
Die 11. Legion war 70 – 101 n. Chr. in der nahe gelegenen römischen Stadt Vindonissa stationiert.
Kurz vor 2007 wurde auch ein Teil der römischen Strasse in Schleitheim/Iuliomagus untersucht und erste Belege für einen Friedhof an der südlichen Ausfallstrasse der Siedlung entdeckt (2001).

## Neue Fundauswertungen
In der jüngeren Forschung wird aufgrund erneuter Auswertung der vorhandenen Funde davon ausgegangen, dass das Alpenvorland bis zum Hochrhein nicht erst ab dem „Alpenfeldzug“ 15 v. Chr. erschlossen wurde, sondern bereits ab Mitte des 1. Jahrhunderts v. Chr. stützpunktartig besetzt war und die Überquerung der Alpen durch Tiberius und Drusus sich beim weiteren Vordringen zur Donau auf eine lang vorbereitete Logistik stützte.

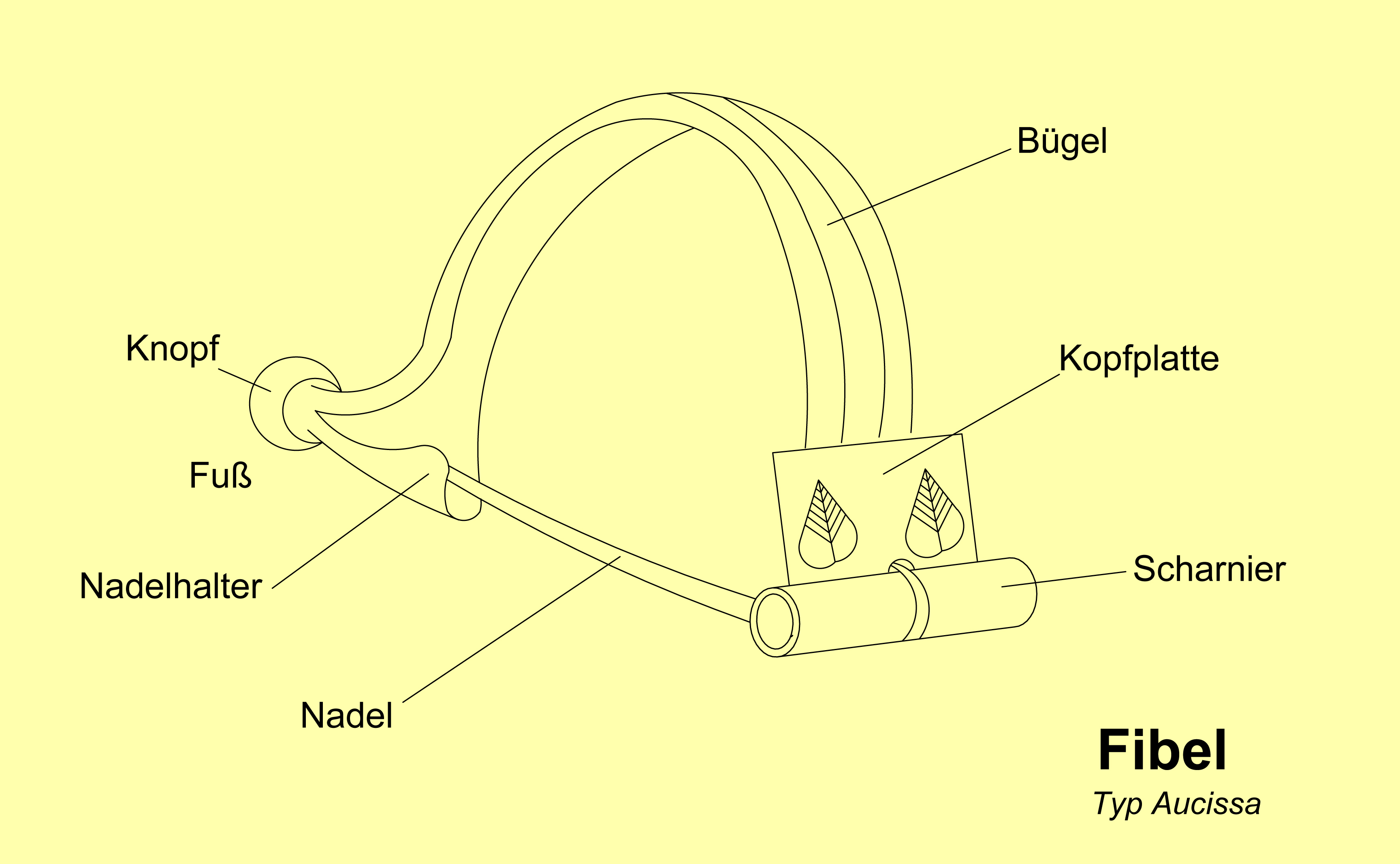
Schematische Darstellung einer Aucissafibel

Die These wird ermöglicht durch heute genauer datierbare Scharnierbogenfibeln (Aucissafilbeln, die den schweren Legionärsmantel hielten). Zu Neudatierungen in Vindonissa schreibt die Forscherin Stefanie Martin-Kilcher 2015: „Mit der Anwesenheit von römischem Militär nach der Mitte des 1. Jahrhunderts v. Chr. ist […] zu rechnen.“ Sie begründet dies damit, dass ein „Umbau von den spätkeltischen, befestigten Städten zu den zunächst offenen provinzialrömischen Städten und Kleinstädten seit der Mitte des 1. Jahrhunderts v. Chr. […] als Folge der neuen [römischen] Herrschaft und Politik (zu verfolgen)“ sei. Dieser „Umbau“ könne von den Neugründungen dem Gallischen Krieg – vor allem der Gründung Augusta Rauricas 44/43 v. Chr. – ausgegangen sein.
Ein weiterer Autor schreibt zu Vindonissa ebenfalls, dass „kleinere militärische Einheiten seit dem 2. Jahrhundert v. Chr.“ festzustellen seien und ein Militärposten in Konstanz „um 20 (v. Chr.) gegründet“ worden wäre.
Bislang galt (zum späteren Vindonissa) eine kleinere römische Befestigung als Gründung des Alpenfeldzuges 15 v. Chr., die erst 14 n. Chr. zum Zentrum ausgebaut wurde. Im Fundhorizont des Römerlagers Dangstetten fand sich noch keine vergleichbare Entdeckung, doch ist „ein Fundpunkt in Hüfingen an der oberen Donau beachtenswert“: Dort gelang eine Datierung von Funden (Rieckhoff 1975, Nr. 5) – „Varianten der Scharnierbogenfibel (Typ Alesia): Datierung des Typs Jezarine ca. 60-40/30 v. Chr.“
Neben der häufiger anzutreffenden „Umarbeitung eines südländischen Männermantels zum einheimischen Frauenkleid“ ‚entpuppte‘ sich im Fundus von Juliomagus eine Grabbeigabe (dokumentiert bei: „Ruckstuhl 1988“) als „Phänomen in jüngerer Übergangszeit im 5. Jahrhundert: junge germanische Frau mit spätrömischem Männergürtel in Schleitheim SH“.

## Sagen und Vermutungen
„Eine alte, mündlich überlieferte Sage berichtet, dass an der Stelle von Schleitheim ehemals eine Stadt mit dem Namen ‚Staufen‘ gestanden habe, welche sich von Hohbrugg bis zur Rüdistalmühle, auf halbem Weg nach Beggingen erstreckte.“
„Die Suche nach den römischen Orten der Tabula Peutingeriana zwischen Schwarzwald, Rheinau anhand der Wegestrecken, des Geländes und der Bodenfunde führte zunächst zu allerlei widersprüchlichen und unsicheren Vermutungen. Iuliomagus wurde in Pfullendorf, Stühlingen und Hüfingen, doch 1844 von Heinrich Schreiber erstmals in Schleitheim angesetzt.“

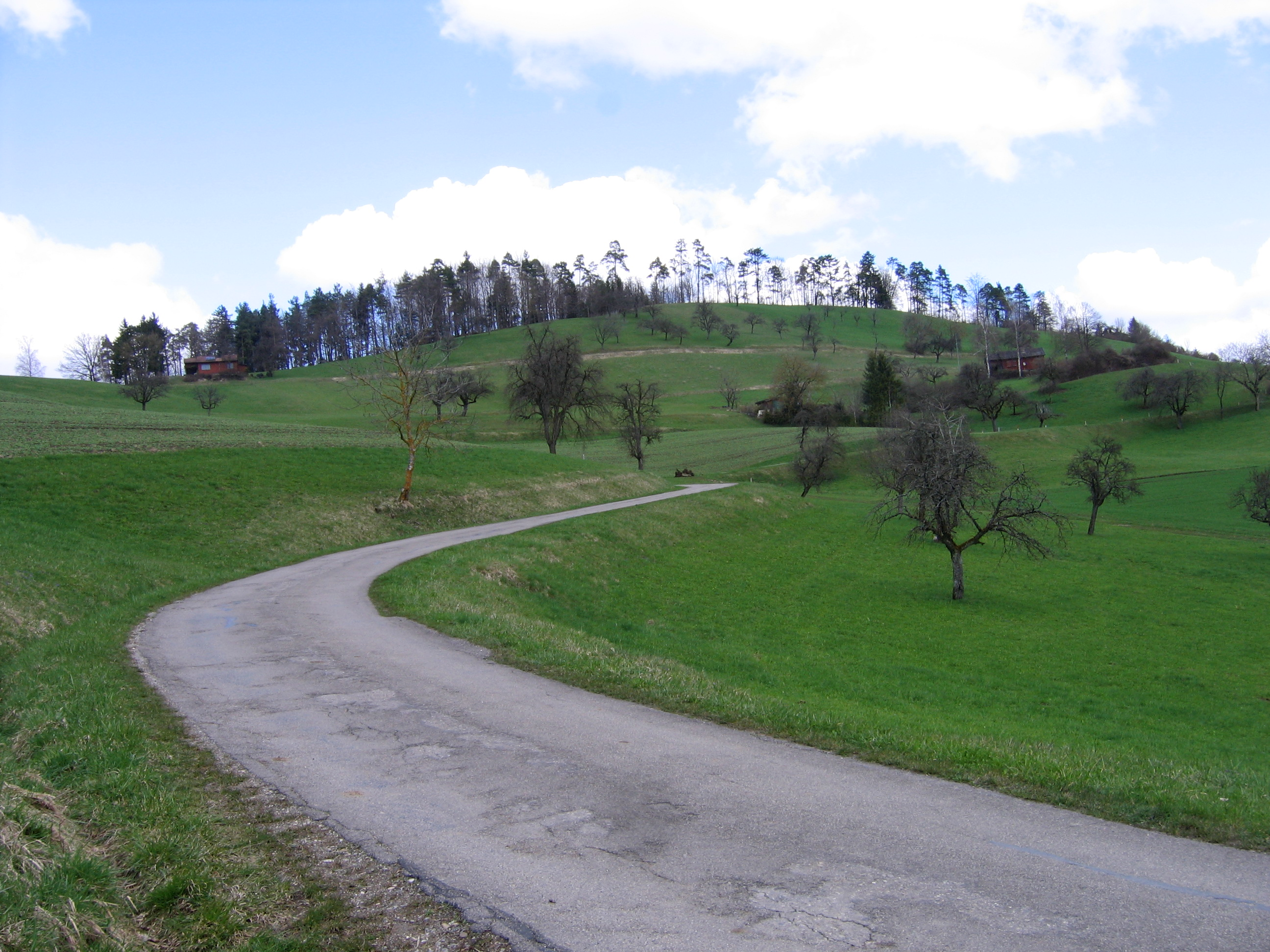
Blick auf den Staufenberg oberhalb von Schleitheim

Die Schwierigkeiten bestanden in den Entfernungsangaben der Tabula, da man nicht wusste, ob sie in dieser Region in römischen Meilen oder in gallischen Leuggen angegeben sind und auch darin, dass die Römer nicht – wie heute – die ‚Luftlinie‘ gemessen haben, sondern bergauf, bergab in Schritten.
Von einem „Zugeständnis an Gallier und Kelten“ durch die Römer berichtete Heinz Bellen, der schreibt, das Längenmaß „Leuggen = 1 ½ röm. Meilen = 2,2 km“ sei 202 n. Chr. eingeführt worden.
Der Heimatforscher und Schriftsteller Alexander Würtenberger aus dem deutschen Klettgau siedelte in seinem Roman „Waldemar, der Alemanne“ über die Kämpfe mit den Germanen die Burg und Zivilverwaltung der Stadt auf dem Staufenberg und die Garnison auf dem Altstadtplateau von Stühlingen an.
Hinweise auf die Römer in Stühlingen gibt es nur mit einem Mosaikfund in der Unterstadt und durch die Annahme, die Zyklopenfundamente des Turmes des Schlosses von Stühlingen stammten von einem römischen Wachturm.